# 프랑스 구축함 르 말랭
르 말랭(프랑스어: Le Malin, "해로운 것")은 1930년대에 프랑스 해군을 위해 건조된 르 팡타스크급 대형 구축함 (contre-torpilleur, "어뢰정 구축함") 6척 중 하나이다. 이 배는 1935년에 취역하여 제2차 세계 대전에 참전했다. 1939년 9월 전쟁이 선포되자 모든 르 팡타스크는 습격 부대에 배치되어 독일 통상 파괴선과 봉쇄 돌파선을 사냥하는 임무를 맡았다. 르 말랭과 두 척의 자매함은 1939년 후반에 몇 달 동안 중앙 대서양을 순찰하기 위해 프랑스령 서아프리카의 다카르에 기지를 두었다. 그들은 연말 이전에 프랑스 본토로 돌아왔고 이탈리아가 전쟁에 참전하기로 결정할 경우를 대비하여 1940년 4월 말에 프랑스령 알제리로 이송되었다. 르 말랭은 4월 말 노르웨이 전역에서 작은 역할을 맡았다. 지중해로 돌아온 뒤 그녀는 6월 이탈리아가 전쟁을 선포한 뒤 프랑스 순양함이 이탈리아 선박 사냥에 실패하자 여러 차례 조사했다.
8월 프랑스령 적도 아프리카 대부분이 자유 프랑스를 선언한 뒤 르 말랭과 그녀의 두 자매함은 9월 다카르로 파견된 순양함 부대를 호위하여 식민지가 비시 프랑스에 다시 합류하도록 위협했다. 영국군과 자유 프랑스군은 프랑스령 서아프리카를 설득하여 자유 프랑스군에 합류하도록 군대를 보냈고 수비대가 그들의 간청을 거부하면서 다카르 전투가 시작되었다. 구축함은 방어 역할을 맡아 영국 군함과 교전할 때 순양함을 보호하기 위해 연막을 설치했다. 르 말랭은 1942년 말 연합군이 프랑스령 북아프리카를 침공했을 때 프랑스령 모로코의 카사블랑카에서 수리 중이었다. 공격 중 심하게 손상되고 나중에 나포된 이 배는 1943년 중반 영구 수리 및 현대화를 위해 미국으로 보내지기 전에 임시 수리가 필요했다. 그녀는 1944년 초에 지중해로 돌아와 두 자매함과 함께 연합 선박을 찾는 데 남은 시간을 보냈다. 습격 사이에 이 배는 1944년 중반 프랑스 남부 침공인 용기병 작전 동안 함포 사격 지원을 제공했다. 르 말랭은 12월 충돌 사고로 활이 절단되었으며 수리를 완료하는 데 거의 1년이 걸렸다.
이 배는 1940년대 남은 기간 동안 간헐적으로만 활동했지만 1951년 프랑스 항공 모함의 호위 역할을 하기 위해 현대화되었다. 이 배는 그 중 한 척과 함께 프랑스령 인도차이나로 가서 프랑스군을 지원한 뒤 1952년 중반에 돌아왔다. 그녀가 돌아 왔을 때 예비로 축소되었다. 수년간 보조 역할을 수행한 뒤 르 말랭은 1964년에 부상을 입었고 1977년에 폐선박이 해체되기 전까지 떠다니는 방파제가 되었다.

## 참고문헌
- Chesneau, Roger, 편집. (1980). 《Conway's All the World's Fighting Ships 1922–1946》. Greenwich, UK: Conway Maritime Press. ISBN 0-85177-146-7.
- Jordan, John; Moulin, Jean (2015). 《French Destroyers: Torpilleurs d'Escadre & Contre-Torpilleurs 1922–1956》. Barnsley, UK: Seaforth Publishing. ISBN 978-1-84832-198-4.
- Rohwer, Jürgen (2005). 《Chronology of the War at Sea 1939–1945: The Naval History of World War Two》 Thi Revis판. Annapolis, Maryland: Naval Institute Press. ISBN 1-59114-119-2.